# Toma de la Alhóndiga de Granaditas
La Toma de la Alhóndiga de Granaditas fue una acción bélica realizada en Guanajuato, virreinato de Nueva España, el 28 de septiembre del 1810, entre los soldados realistas de la provincia y los insurgentes comandados por Miguel Hidalgo e Ignacio Allende. El pavor desatado en los círculos sociales de la capital provinciana hizo que el intendente, Juan Antonio Riaño, pidiera a la población acuartelarse en la Alhóndiga de Granaditas, granero construido en 1800, y en cuya construcción había participado Miguel Hidalgo como asesor de su viejo amigo Riaño. Tras varias horas de combate, Riaño fue asesinado y los españoles que ahí se habían refugiado deseaban rendirse. Los militares al servicio del virrey continuaron la lucha, hasta que los insurgentes lograron entrar para después masacrar no solo a la escasa guardia que lo defendía, sino también a las numerosas familias de civiles refugiadas en él. Muchos historiadores consideran este enfrentamiento más como un motín o masacre de civiles que una batalla, pues no se dieron condiciones de igualdad militar entre ambos bandos.

## Antecedentes
La situación de inestabilidad política derivada de la crisis política de 1808, tanto en el virreinato de Nueva España como en España, y la Conjura de Valladolid en 1809 permitieron que las ideas liberales e independentistas surgieran en la población criolla. Hacia principios de 1810, el corregidor Miguel Domínguez y su esposa Josefa Ortiz de Domínguez organizaron en Querétaro una conjura en contra del gobierno virreinal, que había aceptado la autoridad napoleónica en España y sus dominios. Los militares virreinales Ignacio Allende, Juan Aldama y Mariano Abasolo, opuestos a ideas de independencia, querían un protectorado gobernado por el "legítimo" rey de España, Fernando VII, pero con libertad para sus habitantes. El golpe de Estado se propuso para el 8 de diciembre, pero más tarde se retrasó al 2 de octubre, día de la feria de San Juan de los Lagos en donde se congregaría gran cantidad de comerciantes y artesanos. La Conspiración de Querétaro, como la historiografía denomina a la conjura, necesitaba un líder, que pronto se encontró en la figura del párroco de Dolores, Miguel Hidalgo y Costilla —entonces de 57 años, hacendado, exrector del Colegio de San Nicolás— con amplias influencias en los grupos sociales, principalmente indígenas, y muy respetado en el Bajío. La conspiración se descubrió el 11 de septiembre y Allende estuvo a punto de ser detenido. Hidalgo decidió, en su calidad de líder, adelantar la fecha del levantamiento y lo convocó la mañana del 16 de septiembre en su parroquia de Dolores, hecho conocido como Grito de Dolores.

El tres de mayo de 1808 en Madrid por Francisco de Goya. La Guerra de la Independencia Española fue un antecedente directo de la independencia mexicana y de la Toma de la Alhóndiga de Granaditas.

Tras el grito de Dolores, Hidalgo consiguió un total de 6000 hombres para iniciar su lucha. En pocos días entró sin resistencia a San Miguel el Grande y Celaya, donde logró aún más fondos y soldados para su lucha. Al ocupar Atotonilco, en la pradera del Bajío, Hidalgo tomó un estandarte de la Virgen de Guadalupe, símbolo religioso de los habitantes del virreinato de Nueva España que en el siglo XVI, tras su presunta aparición en el Tepeyac, motivó la conversión al catolicismo de muchos indígenas. Esta imagen serviría de estandarte a Hidalgo en sus batallas, sería capturada en la batalla del Puente de Calderón y llevada a España como trofeo; pero en 1910, en las fiestas del Centenario de la Independencia, le fue devuelta a México. El 24 de septiembre, Allende tomó Salamanca, donde Hidalgo fue proclamado Capitán General de los Ejércitos de América y Allende teniente general. En esta ciudad hubo resistencia y un intento de saqueo, sofocado por Aldama. Al salir de Salamanca, Hidalgo ya contaba con cincuenta mil hombres para la lucha.
La respuesta del bando español no se hizo esperar. El arzobispo de México, Francisco Javier de Lizana, que había perdonado a los conspiradores de Valladolid, fue relevado el 14 de septiembre por Francisco Xavier Venegas, participante en la Batalla de Bailén, quien gozaba de la confianza de los españoles por su dureza. De inmediato ordenó al intendente de Puebla, Manuel Flon, detener los brotes en su provincia. Manuel Abad y Queipo, obispo de Michoacán y otro amigo de Hidalgo, le excomulgó a él y a todos los insurgentes por medio de una bula del 27 de septiembre. Hidalgo hizo caso omiso y prosiguió la lucha.

## Toma

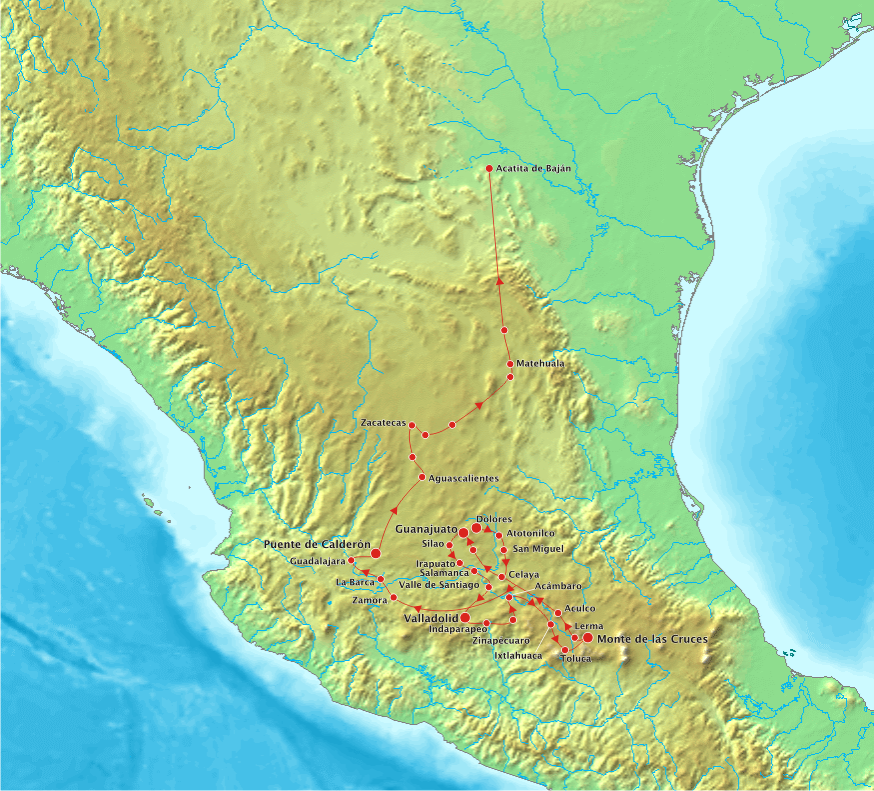
Mapa de la Campaña de Hidalgo, que incluyó el enfrentamiento de la Alhóndiga.

Hidalgo envió a José Mariano Jiménez como emisario. Era un minero sin formación militar que pidió a Allende permiso para ingresar a las tropas; Allende se negó pero Hidalgo decidió enviarle en misión especial para intimidar a Riaño y solicitar la rendición de la ciudad de Guanajuato sin violencia. A continuación se muestra el texto de la carta:

[...] yo no veo a los europeos como enemigos, sino solamente como un obstáculo que embaraza el buen éxito de nuestra empresa. Vuestra Señoría se servirá manifestar estas ideas a los europeos que se han reunido en esa Alhóndiga, para que resuelvan si se declaran por enemigos o convienen en quedar en calidad de prisioneros recibiendo un trato humano y benigno, como lo están experimentando los que traemos en nuestra compañía, hasta que se consiga la insinuada libertad e independencia [¿sic?], en cuyo caso entrarán en la clase de ciudadanos, quedando con derecho a que se les restituyan los bienes de que por ahora, para las exigencias de la nación, nos serviremos. Si, por el contrario, no accedieren a esta solicitud, aplicaré todas las fuerzas y ardides para destruirlos, sin que les quede esperanza de cuartel.

Riaño nació en Liérganes, Santander (España), y era un hombre de mar, pues participó en varios combates navales y llegó al rango de capitán de fragata. En 1786, al dictar Carlos III, las ordenanzas para el correcto funcionamiento del virreinato de Nueva España, Riaño cambió su título por el de teniente general y en 1795 fue nombrado intendente de Guanajuato. Ahí hizo amistad con Hidalgo, párroco de Dolores y con Manuel Abad y Queipo, entonces gobernador de la diócesis de Michoacán. Al recibir la carta de Hidalgo se negó a aceptar la petición afirmando ser un soldado del rey de España y reconociendo como única autoridad al virrey Venegas. Al conocer la respuesta de su antiguo amigo, Hidalgo decidió iniciar el combate.
Allende, Aldama y Jiménez se dividieron en partes iguales para sitiar Guanajuato. Al principio no encontraron resistencia alguna; por el contrario recibieron apoyo en dinero y soldados. Algunos de sus informantes dieron datos sobre el estado militar de la fortaleza y el caudal resguardado allí. El combate dio inicio alrededor de las ocho de la mañana, al oírse los primeros disparos sobre la alhóndiga. Riaño ordenó al teniente Barceló, capitán de la guardia, subir al techo para enfrentar las posibles invasiones. El intendente, mientras tanto, permaneció en la planta baja resistiendo los asedios insurgentes. Barceló, desde las alturas, contraatacaba a base de bombas y disparos de rifle. Riaño veía que era imposible un triunfo de cualquier bando estando los realistas privados de cualquier movilidad, por lo que decidió salir junto a un puñado de hombres. Al darse cuenta uno de los jefes insurrectos de la presencia de Riaño, ordenó un ataque al jefe realista, que al intentar defenderse pereció. Los soldados que salieron con el intendente se retiraron llevando el cuerpo consigo. 

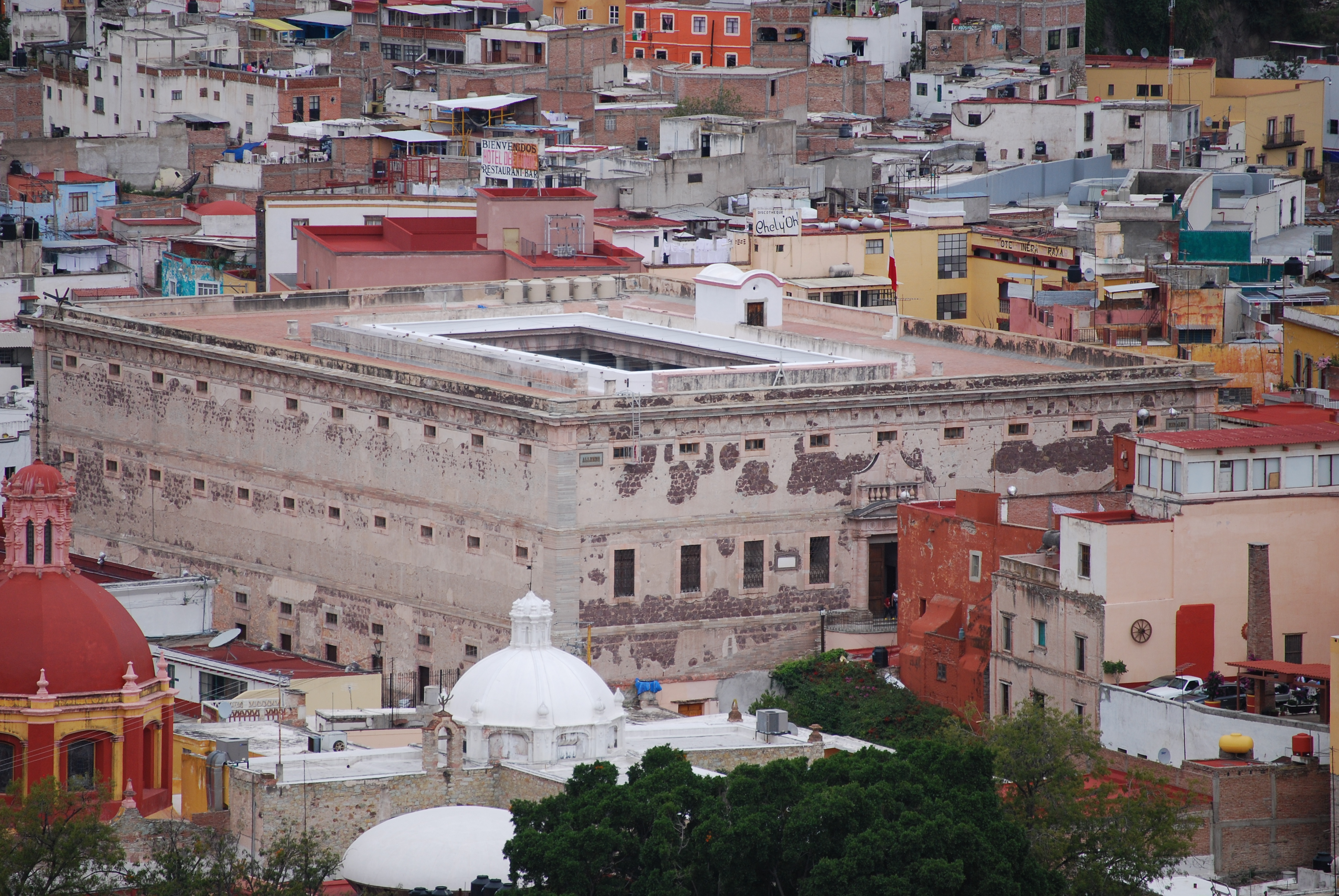
Vista de la Alhóndiga de Granaditas.

Al ver muerto al intendente, uno de los asesores de Riaño sugirió al teniente Barceló la rendición, y que él, en su calidad de segundo en el mando, debería tomar las riendas de la situación. Barceló se negó terminantemente afirmando que era un combate y que la autoridad militar, que él representaba, era superior a la civil en aquel momento de guerra. Sin embargo, el asesor de Riaño consiguió un pañuelo blanco y lo ató a un fusil de un soldado caído en combate. Comenzó a ondear su nueva bandera de paz y al verla los insurgentes se dieron cuenta de que los españoles habían decidido rendirse. Hidalgo ordenó un alto al fuego y envió a Allende a negociar con los vencidos.
Barceló mató al civil que ondeó la bandera y subió a la azotea a continuar el bombardeo. Los insurgentes se dieron cuenta de que habían sido engañados y siguieron la lucha. Del lado insurgente Hidalgo consideraba la posibilidad de tomar el edificio, pero no quería hacerlo y no contaba con recursos. Según la versión oficial, fue entonces cuando Juan José de los Reyes Martínez, minero de La Valenciana famoso por su fuerza y apodado El Pípila, solicitó a Hidalgo permiso para incendiar la puerta de la Alhóndiga, lo que permitiría a los insurrectos penetrar en ella. Tras meditarlo, el cura aceptó y El Pípila se lanzó a la acción.
Tras incendiar el umbral (reforzado con planchas de fierro) de la Alhóndiga, los rebeldes pudieron entrar en ella y se dieron a la masacre y el saqueo. Barceló y el hijo de Riaño, ambos comandantes realistas, fueron asesinados por la muchedumbre. También muchos españoles y criollos de alcurnia fueron despojados de sus pertenencias y sufrieron la muerte a manos de las multitudes. El saqueo de Guanajuato no se limitó únicamente a la Alhóndiga, sino que en los días siguientes se extendió a la ciudad y al área metropolitana. Hidalgo impidió que sus soldados mancillaran el cuerpo de su amigo Riaño, y fue entonces que se dio cuenta del saqueo que vivía la ciudad. El 1 de octubre, las tropas insurgentes abandonaron Guanajuato.

## Consecuencias
Luego de salir de Guanajuato, los insurgentes tomaron camino hacia Valladolid, donde los habitantes, tras conocer la noticia, huyeron a otras partes del país para no repetir la acción de Guanajuato. Valladolid cayó sin resistencia alguna el 17 de octubre, y el 25 de octubre Toluca fue tomada, con miras a tomar la capital. El 30 de octubre los insurgentes triunfaron en la Batalla del Monte de las Cruces. Por ello, los rebeldes estaban ansiosos por entrar a la Ciudad de México, entonces descrita por el viajero alemán Alexander von Humboldt como "La ciudad de los palacios". Pero Hidalgo decidió enviar el 1 de noviembre a Mariano Abasolo y a Allende como emisarios para negociar con Venegas la entrega pacífica de la ciudad a las tropas sublevadas. El virrey, lejos de aceptar un acuerdo, estuvo a punto de fusilar a los negociantes, de no ser por la intervención del Arzobispo de México y otro virrey, Francisco Javier de Lizana. Hidalgo reflexionó y, la noche del 3 de noviembre, ordenó la marcha del Ejército Insurgente no hacia la capital, sino con rumbo al Bajío, donde el 7 de noviembre Calleja les alcanzó en San Jerónimo Aculco, paraje en que fueron derrotados, hecho conocido como la Batalla de Aculco. Después de la derrota, surgió un distanciamiento entre Hidalgo y Allende, por lo que el cura de Dolores decidió retirarse a Valladolid, acentuando así las diferencias y el distanciamiento con Allende.

## Conmemoración

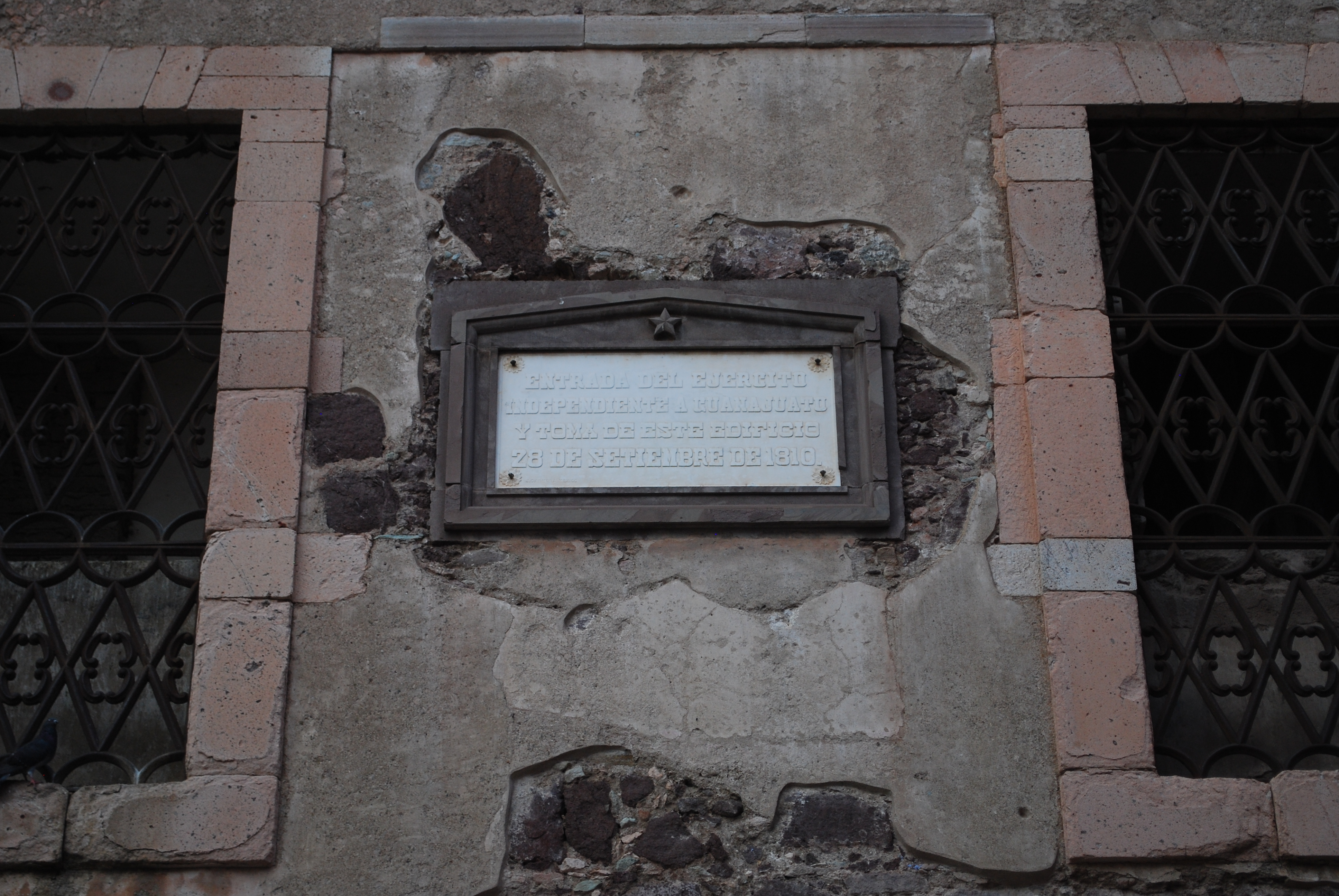
Placa conmemorativa: "Entrada del ejército independiente a Guanajuato y toma de este edificio. 28 de setiembre de 1810".

La Toma de la Alhóndiga de Granaditas se conmemora cada 28 de septiembre con un desfile cívico en el que participan tanto los estudiantes de las escuelas del municipio como los funcionarios del gobierno local y estatal.
Además, el día 28 de cada mes se lleva a cabo en el interior de la Alhóndiga, la ceremonia de renovación del «fuego simbólico» de la libertad, donde participa el gobernador del Estado y diversas personalidades invitadas.